# Женишек, Юлиус

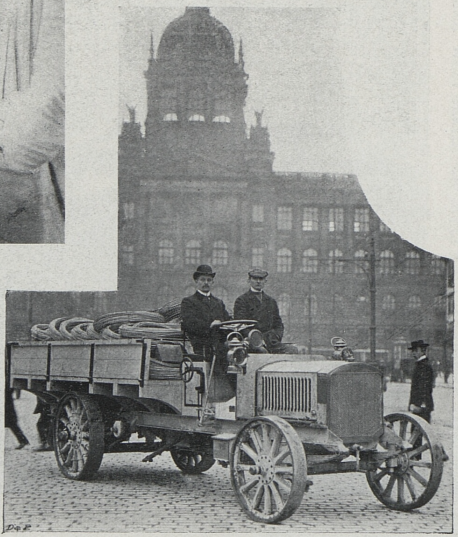

Юлиус Женишек (чеш. Julius Ženíšek; 26 апреля 1870, Прага, Австро-Венгрия — после 1924) — чешский предприниматель, инженер, автомобилестроитель, изобретатель, владелец автосалона в Праге. Эксклюзивный представитель американской компании Ford Motor Company на всей территории Австро-Венгрии. Внёс значительный вклад в развитие автомобилестроения на чешских землях, особенно в области поставок грузовых и коммерческих автомобилей. 

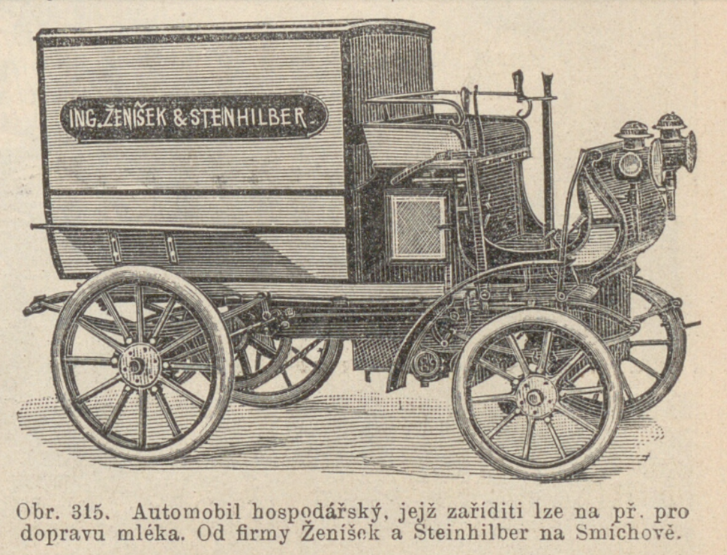
Грузовой автомобиль Женишка

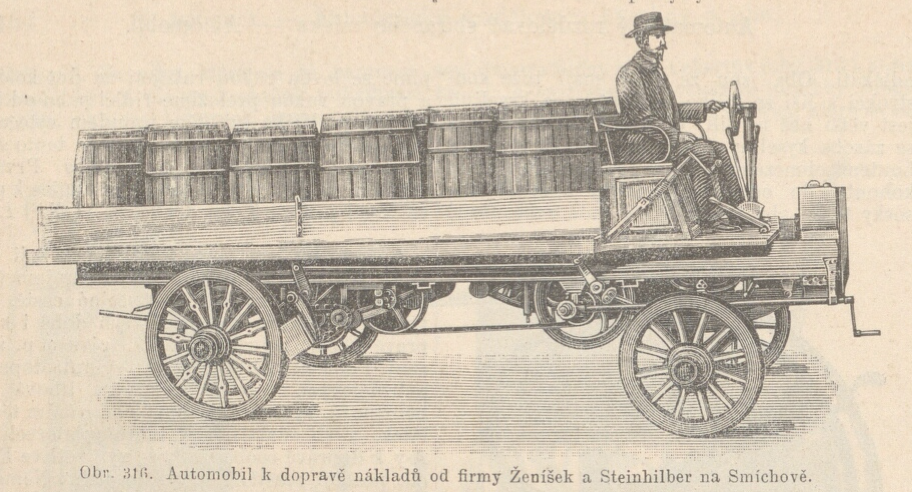
Грузовой автомобиль Женишка

Сын художника Франтишека Женишека. Отец актёра Теодора Пиштека (старшего) и актрисы Мани Женишковой, дедушка художника Теодора Пиштека.
Получил инженерное образование. Будучи любителем автомобилей, отрасли которая быстро развивалась с 1890-х годов, начал бизнес в области импорта автомобилей около 1900 года. Стал совладельцем импортной компании Ženíšek & Steinhilber, ориентированной в основном на импорт грузовых и коммерческих автомобилей, которые должны были заменить устаревшую и трудоёмкую технологию конных повозок, что сделало компанию едва ли не первой компанией предлагавшей на продажу грузовые кроме легковых автомобилей. Помимо прочего, компания представила свою продукцию на экономической выставке в Голешовицах в 1904 году. Компания предлагала ассортимент иностранных моделей легковых и коммерческих автомобилей, а также моторных лодок и автомобилей, преимущественно иностранного производства, а также шины и автозапчасти. В то же время Женишек также стал одним из первых владельцев легкового автомобиля в Чехии.
Производил автомобили для широкого круга предпринимателей, в том числе, для императора Франца Иосифа I. Когда в 1907 году в Праге строилась первая пражская автобусная линия компания Женишека предоставила в аренду Первому чешскому автопрому для первых испытаний автобусы.
Позже он также приобрёл эксклюзивное представительство американской Ford Motor Company, основанной в 1902 году Генри Фордом в Детройте, на всей территории Австро-Венгрии, но вскоре эта компания исчезла из-за банкротства его партнёра.
Продолжил своё дело и после создания Чехословакии. В рекламных объявлениях в прессе его компания упоминается еще в 1924 году.